# فيدي سان إميتيريو
فيدي سان إميتيريو (بالإسبانية: Federico San Emeterio)‏ هو لاعب كرة قدم إسباني في مركز الوسط، ولد في 16 مارس 1997 في توريلافيجا في إسبانيا. شارك مع منتخب إسبانيا تحت 19 سنة لكرة القدم. أما مع النوادي، فقد لعب مع راسينغ سانتاندير وريال بلد الوليد.

## وصلات خارجية
- فيدي سان إميتيريو على موقع قاعدة بيانات كرة القدم.إي يو (الإنجليزية)
- فيدي سان إميتيريو على موقع Soccerway.com (الإنجليزية)
- فيدي سان إميتيريو على موقع AS.com (الإسبانية)